# 鈴木通夫
鈴木 通夫（すずき みちお、1926年10月2日 - 1998年5月31日）は、日本の数学者。イリノイ大学教授。専門は群論。鈴木群で知られる。

## 略歴
1926年10月2日 千葉県千葉市生まれ。1942年 旧制第三高等学校入学、1945年 東京大学数学科に進学。1948年から1951年まで国の特別奨学金を受け、東京大学大学院で研究。指導教員は彌永昌吉であったが、岩澤健吉からも影響を受ける。1951年4月東京教育大学講師。1952年 イリノイ大学の奨学金を得て渡米。渡米後に東京大学から博士号を受ける。1952年夏、ミシガン大学のブラウアーの下に2月間滞在、1952年9月イリノイ大学ポスドク研究員。1953年研究員。1955年助教。1956年ハーバード大学研究員。1958年 イリノイ大学准教授、1959年 同教授（死亡の時まで）。1960年には数学界を驚かせる新たな一連の有限単純群を発見。1998年 癌のため東京都三鷹市でガロアと同じ5月31日に死去。

## 客員歴
- 1960-1961年 シカゴ大学客員教授
- 1962-1963年 プリンストン高等研究所
- 1971年春 東京大学客員教授
- 1980年 北海道大学、大阪大学、東京大学で客員教授
- 1994年夏 パドヴァ大学（イタリア）客員教授

## 受賞・栄誉
- 1962-1963年 グッゲンハイムフェロー
- 1962年 国際数学者会議（ストックホルム）招待講演[3]
- 1970年 国際数学者会議（ニース）招待講演[3]
- 1974年 学士院賞 日本学士院
- 1991年 キール大学（ドイツ）名誉学位

## 業績
バーンサイド予想を解決しようとした。鈴木群と呼ばれる（位数が3で整除されないすべての）非可換有限単純群の無限系列や、散在型有限単純群の1つである散在鈴木群を発見した。